# Николаевка (Лохвицкий район)
Николаевка (укр. Миколаївка) — село,
Виришальненский сельский совет,
Лохвицкий район,
Полтавская область,
Украина.
Код КОАТУУ — 5322681905. Население по данным 1982 года составляло 20 человек.
Село ликвидировано в 2005 году .

## Географическое положение
Село Николаевка примыкает к селу Давыдынки, на расстоянии в 1 км находится село Ромашки.

## История
- 2005 — село ликвидировано [1].